# 李泌

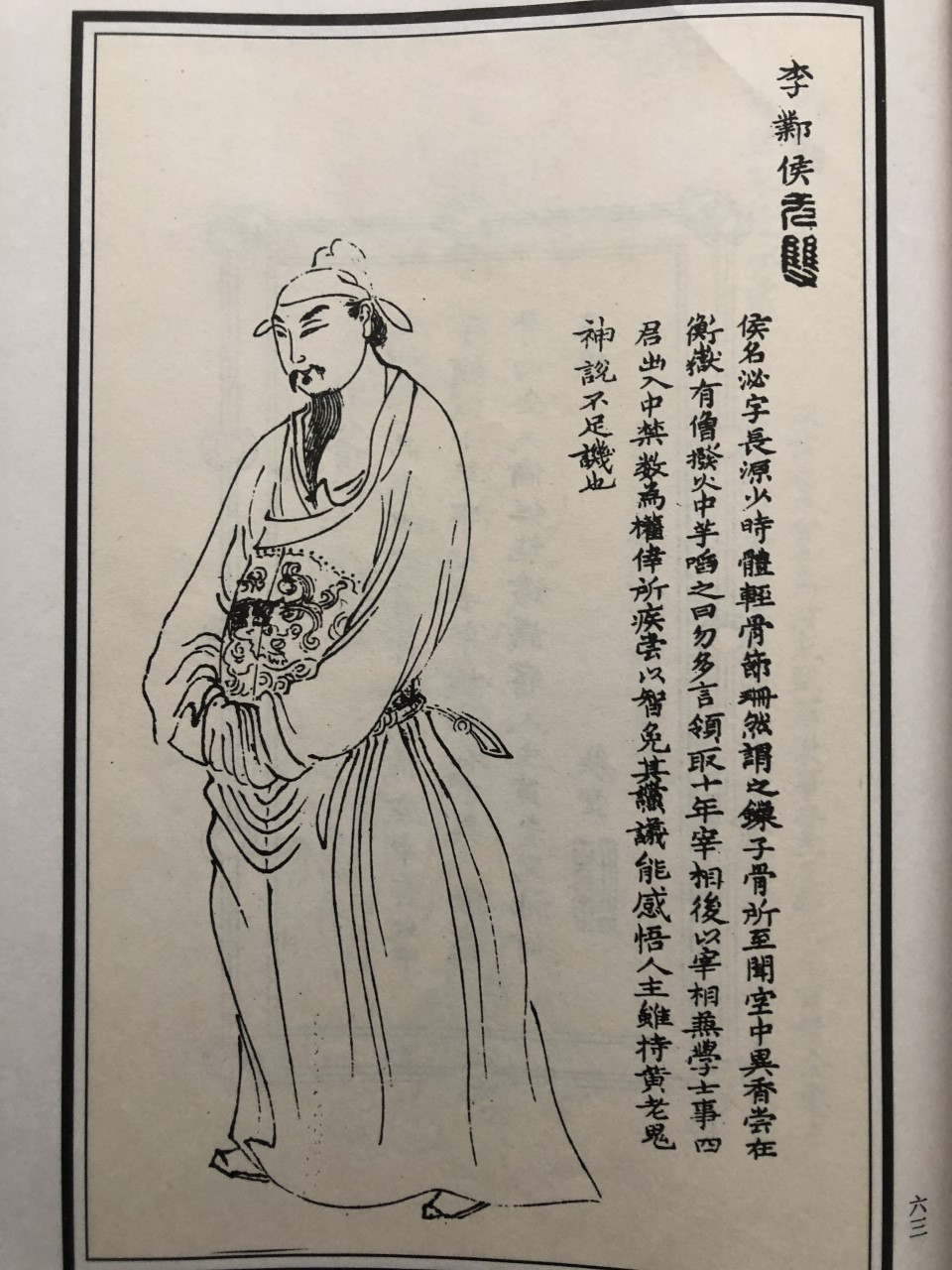
《無双譜》の李泌

李 泌（り ひつ、722年（開元10年） - 789年（貞元5年）は、中国唐の政治家、文人。字は長源。本貫は遼東郡襄平県（現在の遼寧省遼陽市）。玄宗・粛宗・代宗・徳宗に仕えた。

## 経歴
西魏八柱国李弼の6代目の孫にあたる。父は京兆府呉房県令の李承休。
経書や史書に精通し、『易経』を深く学んだ。文章を綴るのが得意で、特に詩作に秀でていた。7歳の時に「方円動静」という題の賦を作り、その才能を玄宗に高く評価される。張九齢・韋虚心・張廷珪といった当時の重臣たちも李泌の才を重んじたという。天宝年間に皇太子の李亨（後の粛宗）の側近となったが、楊国忠に疎まれて蘄春郡に流され、同地の名山で隠遁生活を楽しんだ。
至徳元載（756年）、粛宗が帝位に就くと李泌は自ら出向き、銀青光禄大夫に任命された。枢要な政務をつかさどり、その権勢は宰相をも凌ぐほどであった。自らを「山人」と称して白い服を着ていたが、粛宗は彼に金紫の官服を与え、元帥広平王（李俶。後の代宗）の行軍司馬に任命した。当初、元帥の候補は李倓が有力であったが、李泌は皇太子の李俶を推挙し、粛宗はこれに従った。
安史の乱の討伐について、李光弼と郭子儀を各地に派遣し、反乱軍を消耗させて范陽奪還を目指す策を提案したが、粛宗は長安奪還を優先し、この策は採用されなかった。その後、崔圓と李輔国から妬まれたため、粛宗の許しを得て衡山に隠遁した。衡山煙霞峰のふもとに設けた家の一室を「端居室」と名付けて隠居し、多くの書物を集めた（#鄴侯書院）。
代宗が即位すると召されて翰林学士となった。元載や常袞に疎まれ、江南西道に派遣されたほか、楚州刺史を務めた。その後、澧州・朗州・峡州の団練使となり、ほどなくして杭州刺史に転任した。当時の杭州は、繊維産業と造船業の発展により人口が大幅に増加しており、李泌は市民の飲料水の問題を解決するため西湖から水を引き、人口が最も多かった湧金門と銭塘門の間（現在の上城区）に6つの井戸（相国井、西井、方井、金牛池、白亀井、小方井。六井戸と呼ばれる）を掘った。それにより城下町の生活用水が確保され、市民の居住範囲も広がった。
興元元年（784年）、徳宗に召し出され、左散騎常侍に任命された。朱泚の乱平定後の吐蕃への領土割譲を反対し、徳宗はこれに従った。貞元元年（785年）、陝州長史に任じられ、陝州・虢州の都防禦使・観察使を兼ねた。山を切り開き、三門まで車道を通して輸送の便を図り、その功績により検校礼部尚書に昇進する。鄜州に駐屯していた淮西の兵4000人が逃亡した際は、要所で待ち伏せしてすべて討ち取った。貞元三年（787年）、中書侍郎・同中書門下平章事に任じられ、累進して鄴県侯となる。
張延賞による行政官の削減により地方の業務に支障が生じていたため、正規の官員を復職させるとともに、実務を持たない者や兼任・試用の官員の廃止を提案し、採用された。また、常侍・賓客・贊善の削減も提案した。当時、州刺史は高給である一方、中央官僚の俸給は低かった。官職の職務に応じた俸給の増額を請願し、評価はされたが、竇参の妨害により全てを実現するには至らなかった。拾遺・補闕（諫官）の廃止案は採用されなかったものの、しばらくは新たな任命は行われなかった。
徳宗は太子妃の罪を理由に太子を廃し、舒王を立てようとしていたが、李泌は幾度も諫言して太子の廃位に強く反対した。これにより徳宗は考えを改め、太子の地位は保たれた。また、朝廷は各地の藩鎮から私的な献納を受け取っていたが、それでもなお財政難に陥っており、その対策として、税収から毎年100万緡を宮中に納めさせ、私的な献納を受け取らないよう進言した。
集賢院・崇文館の大学士となり、国史の編纂に携わった。徳宗が3月の節句を新設する意向を示すと、李泌は正月晦日を廃し、2月朔日を「中和節」とすることを提案した。徳宗は中和節を上巳・重陽と並ぶ重要な節句として制定した。
貞元5年（789年）、68歳で死去。太子太傅の位を追贈された。著書に『文集』20巻がある。

## 人物
李泌は禁中に出入りし、4人の君主に仕えた。しばしば権力者たちに疎んじられたものの、その知恵によって危機を逃れた。思うままに大言することを好み、時には的確な意見を述べて君主の考えを改めさせることもあったが、黄老や鬼神の教えを信奉していたため人々からの誹りを受けることとなった。

### 鄴侯書院
衡山に隠居した際、福厳寺裏の端居室を住まいとしたことから、彼の死後、息子の李繁が父を記念して南岳大廟の左側に「南岳書院」を建立した。南宋期に書院は集賢峰の麓に移され、「鄴侯書院」と改称された。現在の建物は1922年に再建されたものである。

### 書斎印
吾丘衍が著した『学古編』には、「古来より文人らが書斎名や号を印章とする例はなかったが、ただ唐の宰相李泌だけが「端居室」という3文字の白文印を持っていた」と記している。

## 伝記史料
- 『旧唐書』巻130 列伝第80 李泌伝
- 『新唐書』巻139 列伝第64 李泌伝

## 登場作品
- 『麗王別姫〜花散る永遠の愛〜』（2017年。演：常鋮）
- 『長安二十四時』（2019年。主人公「李必」のモデル。演：イー・ヤンチェンシー）